# Klasika Primavera 2019
La 65e édition de la Klasika Primavera a eu lieu le 14 avril 2019. Elle fait partie du calendrier UCI Europe Tour 2019 en catégorie 1.1. Il s'agit de la 9e manche de la Coupe d'Espagne de cyclisme sur route 2019.

## Présentation

### Équipes
| WorldTeam- Movistar Team Équipes continentales professionnelles (4)- Manzana Postobón - Euskadi Basque Country-Murias - Caja Rural-Seguros RGA - Burgos-BH Équipes continentales (4)- Fundación Euskadi - Guerciotti-Kiwi Atlántico - Kometa - Interpro Cycling Academy |
| |

## Classements

### Classement final
La course a été remportée par le Colombien Carlos Betancur (Movistar) devant son compatriote Carlos Julián Quintero et son coéquipier Eduard Prades.
| \| Classement général \| Classement général \| Classement général \| Classement général \| Classement général \| \| Coureur \| Coureur \| Pays \| Équipe \| Temps \| \| ------------------ \| ---------------------- \| ------------------ \| ----------------------------- \| ------------------ \| \| 1er \| Carlos Betancur \| Colombie \| Movistar Team \| 3 h 57 min 03 s \| \| 2e \| Carlos Julián Quintero \| Colombie \| Manzana Postobón \| + 0 s \| \| 3e \| Eduard Prades \| Espagne \| Movistar Team \| + 0 s \| \| 4e \| Sergio Higuita \| Colombie \| Fundación Euskadi \| + 0 s \| \| 5e \| Txomin Juaristi \| Espagne \| Fundación Euskadi \| + 3 s \| \| 6e \| Mikel Bizkarra \| Espagne \| Euskadi Basque Country-Murias \| + 5 s \| \| 7e \| Mikel Iturria \| Espagne \| Euskadi Basque Country-Murias \| + 37 s \| \| 8e \| Carlos Barbero \| Espagne \| Movistar Team \| + 2 min 13 s \| \| 9e \| Mario González Salas \| Espagne \| Euskadi Basque Country-Murias \| + 2 min 13 s \| \| 10e \| Juan Felipe Osorio \| Colombie \| Manzana Postobón \| + 2 min 13 s \| |                        |          |                               |                 |
| |                        |          |                               |                 |
| Source : ProCyclingStats |                        |          |                               |                 |
| Classement général |                        |          |                               |                 |
| Coureur | Coureur                | Pays     | Équipe                        | Temps           |
| 1er | Carlos Betancur        | Colombie | Movistar Team                 | 3 h 57 min 03 s |
| 2e | Carlos Julián Quintero | Colombie | Manzana Postobón              | + 0 s           |
| 3e | Eduard Prades          | Espagne  | Movistar Team                 | + 0 s           |
| 4e | Sergio Higuita         | Colombie | Fundación Euskadi             | + 0 s           |
| 5e | Txomin Juaristi        | Espagne  | Fundación Euskadi             | + 3 s           |
| 6e | Mikel Bizkarra         | Espagne  | Euskadi Basque Country-Murias | + 5 s           |
| 7e | Mikel Iturria          | Espagne  | Euskadi Basque Country-Murias | + 37 s          |
| 8e | Carlos Barbero         | Espagne  | Movistar Team                 | + 2 min 13 s    |
| 9e | Mario González Salas   | Espagne  | Euskadi Basque Country-Murias | + 2 min 13 s    |
| 10e | Juan Felipe Osorio     | Colombie | Manzana Postobón              | + 2 min 13 s    |